# Vahina Giocante
Vahina Giocante (Pithiviers, 30 de junho de 1981) é uma atriz francesa.

## Filmografia
- 2009 - La blonde aux seins sus
- 2009 - Le Premier Cercle
- 2008 - "Secret Defense"
- 2007 - 99 francs
- 2006 - Un lever de rideau
- 2006 - U
- 2005 - Riviera
- 2005 - Nuit noire, 17 octobre 1961 (TV)
- 2004 - Lila dit ça
- 2004 - Le cadeau d'Elena
- 2004 - Maigret: Les petits cochons sans queue
- 2004 - Blueberry
- 2003 - Le intermittenze del cuore
- 2003 - Soldados de Salamina
- 2002 - Vivante
- 2001 - Bella ciao
- 2001 - Les fantômes de Louba
- 2000 - Le libertin
- 1999 - Pas de scandale
- 1998 - Voleur de vie
- 1997 - Marie Baie des Anges